# 卓居傅
卓居傅（1475年—？），字起巖，號后野，福建興化府莆田縣人，民籍，明朝政治人物。

## 生平
正德二年（1507年）福建鄉試第四十六名舉人。授金華訓導。正德十二年（1517年）中式丁丑科會試第五十七名，登第二甲第九十名進士。兵部观政，授刑部主事，改南京户部主事，卒於京。精經學，著有《四書臆說》。

## 家族
曾祖卓璣；祖父卓兌；父卓大琬，母陳氏。重庆下。弟居渭、居莘。